# José Catieau
José Catieau, né le 17 juillet 1946 à Coutiches dans le Nord et mort le 30 novembre 2023 à Saint-Quentin, est un coureur cycliste français, professionnel de 1968 à 1976. 

## Biographie

### Enfance et début de carrière
José Catieau est né le 17 juillet 1946 à Coutiches (Nord), près d’Orchies. C’est un enfant du terroir issu d’un milieu agricole, d’une famille de trois enfants qui cultive le blé et la chicorée. José Catieau hérite des dispositions pour le cyclisme de son père Georges, coureur amateur, lauréat du Prix de Coutiches.
En 1957, la famille quitte la ferme du Nord pour se reconvertir dans le transport de pommes de terre et s’installe dans le département de l’Aisne à Vermand.
José Catieau prend une licence au Vélo Club de Saint-Quentin en 1961 où il rencontre son mentor Jules Léonard qui l’aide à vaincre sa timidité . Durant ses deux années de cadet, il totalise 40 victoires. En 1964, il remporte à 18 ans le Grand Prix de la Braderie de Saint-Quentin qui est un tremplin pour devenir professionnel. Il est à ce jour, le plus jeune vainqueur de cette épreuve.
Sept années chez les amateurs endurcissent ce coursier longiligne de 1 m 87. 
Pendant son service militaire, au Bataillon de Joinville, il côtoie Jean-Pierre Danguillaume, les frères Guyot et Cyrille Guimard. 
Le directeur national de la Fédération française de cyclisme, Robert Oubron, le remarque et le sélectionne pour la Course de la Paix et le Tour du Maroc où il gagne la première étape et reste leader quelques jours en 1965.
En 1965 avant le Tour de l'Avenir, il déclare : « Disputer le Tour de l’Avenir avec l’équipe de France, c’est le rêve de tous les coureurs amateurs. Ce qui me rassure c’est que les cols sont à la fin ».
En 1964, il compte déjà plus de 70 victoires en amateur.

### Passage en professionnel et premières grandes victoires
À Saint-Quentin, en 1965 Charles Puille, président du comité de Picardie et trésorier de la Fédération Française de Cyclisme le prend sous son aile. Le marchand de cycles de Sinceny (Aisne), Jo Lamant, dépositaire de la marque Lejeune, l’aide à passer professionnels en 1968 dans l’équipe Pelforth-Sauvage-Lejeune dirigée alors par Maurice De Muer « un très bon psychologue »» selon José Catieau. Toujours en 1968, il fait la rencontre de sa future épouse Solange avec qui il aura deux enfants, Sandrine et Steve.
En 1968, José Catieau côtoie dans le peloton de grands champions comme Rik Van Looy et Eddy Merckx dont la méticulosité avec son matériel l’impressionne.
Toujours en 1968, il remporte le Grand Prix d’Antibes lors de l’avant-saison.
Au Het Volk, José Catieau s’échappe avec les coureurs Houbrechts, Van Springel et son coéquipier Van De Kherckhove – qui soutient les autres coureurs belges. Il ne lui manque que 50 mètres pour disputer un sprint gagnant.  
Toujours en 1968, dans Liège-Bastogne-Liège après une chute, il aide Jacques Anquetil à se relancer. En retour, le quintuple vainqueur du Tour lui adresse « un clin d'œil » qui vaut adoubement. Plus tard, le Normand l’impose dans des tournées de Critériums en demandant aux organisateurs de l’engager. 
Cette belle première saison en 1968 est récompensée par une 7e place au Prestige Pernod, sorte de championnat de France à points.
En 1969, Pelforth disparaît du maillot au profit de Sonolor. José Catieau a un nouveau directeur sportif, Jean Stablinski. La relation entre les deux Nordistes se tend quand José décide de rejoindre l’équipe Bic en 1973. 
Sa victoire à Aix et ses nombreuses places d’honneur sont distinguées par le journal Nord Matin qui lui décerne l’exploit sportif pour son début de saison en 1969.
En 1969, toujours, image forte aux championnats de France disputés dans l’Aisne à Soissons :  il se classe 8e juste derrière son leader Jacques Anquetil en fin de carrière et devant Roger Pingeon et Raymond Poulidor.
En 1969,  il prend aussi la 7e place aux championnats du monde à Zolder (Belgique), se classant premier français d'une épreuve remportée à la surprise générale par le Néerlandais Harm Ottenbros.
Toujours en 1969, il frôle la mort. Alors en stage de préparation à La Colle-sur-Loup, une chambre lui ait attribuée avec son coéquipier Aimable Denhez. Ce dernier demande à changer de chambre pour en avoir une plus calme. Michel Bon et Jean-Pierre Ducasse sont retrouvés le lendemain matin morts asphyxiés au monoxyde de carbone dans la chambre où José Catieau devait dormir. Cette tragédie a profondément marqué les deux coéquipiers. 
En 1970 il est à deux doigts de porter le maillot jaune au Tour de France. Il s’échappe avec l’Espagnol Luis Zubero ; ils prennent 11 minutes 35 d’avance entre Rennes et Lisieux avant d’être rattrapés.
En 1971, il termine à la 4e place au Tour d'Indre-et-Loire ainsi qu'à Gênes-Nice.
En 1972, s’ajoutent à son palmarès Paris-Camembert et une victoire d'étape du Grand Prix du Midi libre. 

### 1973, la consécration avec le Maillot Jaune du Tour de France
Lors de son 5e Tour de France en 1973, entre Rotterdam et Saint-Nicolas, lors du second tronçon de la première  étape, il s'échappe avec Herman Vanspringel qui prend le maillot jaune, José Catieau enfilant le maillot vert. Son leader Luis Ocaña pique une grosse colère, l’Espagnol menace même Maurice De Muer de quitter l’équipe.
Tout rentre dans l’ordre quand entre Roubaix et Reims le 3 juillet 1973 lors de la 3e étape, les Bic lancent une échappée qui piège Poulidor, Zoetemelk, Thévenet et le leader Van Springel. José Catieau remporte le maillot jaune, il raconte : « Quand je suis rentré à l’hôtel, tout le monde s’est tu. Je n’oublierai jamais ce silence ».
Sur le podium du stade Auguste-Delaune, son épouse, sa fille Sandrine, Charles Puille , Jo Lamant et René Huel, futur adjoint au maire de la ville de Saint-Quentin, entourent le champion qui découvre la notoriété.
Quatre jours en jaune (cinq même avec la journée de repos) et une 14e place au classement général : le Tour 73 lui apporte enfin la lumière,. 
Le chiffre 7 aura beaucoup compté dans la vie du Saint-Quentinois : en 1973, il porte le dossard 47.
Toujours en 1973, il se classe 12e du Tour d'Espagne.
En 1975, après des victoires d’étapes aux Quatre Jours de Dunkerque et au Dauphiné, il rejoint Bernard Thévenet dans l’équipe Peugeot avec laquelle il ne connaît pas la même réussite. Les séquelles d’un accident de voiture, des ennuis de santé le contraignent à arrêter sa carrière sportive.

### Retraite du vélo et reconversion
À Saint-Quentin, José Catieau est indissociable de ses exploits dans la Grande Boucle. En 1977, il ouvre un magasin de cycles avec son épouse Solange qu’il appelle logiquement « Au Tour de France ». Une aventure qui dure plus de 20 ans. José devient sponsor maillot et partage ses sorties avec les coureurs de la région qui apprécient son professionnalisme.
José et Solange Catieau soutiennent des évènements sportifs de la région, organisant notamment des courses cyclistes amateurs. Ils participent également à des activités associatives. Leur magasin « Au Tour de France » est un lieu de rendez-vous  et de formation pour de nombreux jeunes dont Francis Moreau, futur champion olympique de poursuite par équipe à Atlanta.

### Un dernier au revoir
José Catieau décède le 30 novembre 2023 à l’âge de 77 ans,. Ses amis, tout âge confondu, sont présents à l’église Saint-Eloi de Saint-Quentin pour ses funérailles, dont Francis Moreau, Martial Gayant deux autres vainqueurs du Grand Prix de la Braderie, Hubert Mathis, Christian Palka, Henri Heintz son « frère » de promotion chez Sonolor – ils sont nés le même jour – et bien d’autres encore. Plus de 300 personnes sont réunies pour dire un dernier au revoir au champion. Ils se sont regroupés à la sortie de l’église pour former une arche de roues de vélo autour de José Catieau.
Bernard Thévenet a rendu un hommage appuyé à son ancien coéquipier dans le journal l'union de Reims : « Lors du Tour 73, j'étais parti chercher un bidon quand il y a eu les premiers secteurs pavés. Je me suis fait piéger (...) C’était un bon compagnon, très sympa, toujours poli mais sur le vélo, c’était un accrocheur. »
Depuis 2023, le Grand Prix de la Braderie lui est dédié par le Vélo Club amateur de Saint-Quentin et organisé par son fidèle ami Jean-Baptiste Campoverde.

## Palmarès
- 1966
  - 2e du Grand Prix des Flandres françaises
  - 2e du Grand Prix des Marbriers
- 1967
  - 2e étape du Tour du Bordelais
  - 3e de Paris-Troyes
- 1968
  - Grand Prix d'Antibes
  - 2eb étape du Tour de Picardie
- 1969
  - Grand Prix d'Aix-en-Provence
  - 2e du Grand Prix de Saint-Tropez
  - 2e de Gênes-Nice
  - 3e du Grand Prix de Cannes
  - 6e de Paris-Luxembourg
  - 7e du championnat du monde sur route
  - 7e de Bordeaux-Paris
  - 8e du Rund um den Henninger Turm
- 1970
  - Tour de l'Hérault
  - 2e du Tour du Nord
  - 3e du Grand Prix de Denain 
  - 3e du Circuit du Port de Dunkerque
  - 3e du Circuit des frontières
  - 10e de Paris-Nice
- 1971
  - 6ea étape du Tour du Portugal
  - 2e des Boucles de la Seine
- 1972
  - Paris-Camembert
  - 3e étape du Grand Prix du Midi libre
  - 2e du Tour de l'Oise
  - 3e du Tour d'Indre-et-Loire
  - 3e de Paris-Bourges
- 1973
  - 1reb étape du Tour de France
  - 4e du Grand Prix du Midi libre
- 1974
  - 6e étape des Quatre Jours de Dunkerque
  - 5e étape du Critérium du Dauphiné libéré
  - 3e de Nice-Seillans
  - 5e du Grand Prix du Midi libre
  - 5e de Bordeaux-Paris

## Résultats sur les grands tours

### Tour de France
7 participations :
- 1969 : 66e
- 1970 : 70e
- 1971 : 44e
- 1972 : abandon (15e étape)
- 1973 : 14e, vainqueur de la 1reb étape,  maillot jaune pendant quatre jours
- 1974 : 28e
- 1975 : abandon (15e étape)

### Tour d'Espagne
1 participation :
- 1973 : 12e.